# India op de Olympische Zomerspelen 1984
India nam deel aan de Olympische Zomerspelen 1984 in Los Angeles, Verenigde Staten. Er werden geen medailles gewonnen.

## Deelnemers en resultaten

### Atletiek
| Olympiër                                            | Discipline            | Resultaat | Prestatie                                                                |
| --------------------------------------------------- | --------------------- | --------- | ------------------------------------------------------------------------ |
| Charles Borromeo                                    | 800m (m)              | 45e       | serie 9: 5de in 1.51,52                                                  |
| Chand Ram                                           | 20km snelwandelen (m) | 22e       | 1:30.06                                                                  |
| Gurtej Singh                                        | speerwerpen (m)       | 25e       | kwalificatie groep B: 12de met 70,08m                                    |
|                                                     |                       |           |                                                                          |
| Shiny Abraham-Wilson                                | 800m (v)              | 15e       | serie 3: 4de in 2.04.69 halve finale 2: 8ste in 2.05,42                  |
| Geeta Zutshi                                        | 3000m (v)             | 24e       | serie 3: 8ste in 9.40,63                                                 |
| P. T. Usha                                          | 400m horden (v)       | 4e        | serie 1: 2de in 56,81 halve finale 2: 1ste in 55,94 finale: 4de in 55,42 |
| M. D. Valsamma                                      | 400m horden (v)       | 22e       | serie 4: 5de in 1.00,03                                                  |
| M. D. Valsamma Vandana Rao Shiny Abraham P. T. Usha | 4x400m (v)            | 7e        | serie 1: 4de in 3.33,85 finale: 7de in 3.32,49                           |

### Boksen
| Olympiër       | Discipline  | Resultaat | Prestatie                                                                                      |
| -------------- | ----------- | --------- | ---------------------------------------------------------------------------------------------- |
| Jaslal Pradhan | -63,5kg (m) | 33e       | 1ste ronde: V van THA Umponmaha: 0-5                                                           |
| Kaliq Singh    | -91kg (m)   | 9e        | 1ste ronde: W van SYR Ajjoub: 5-0 2de ronde: V van USA Tillman: scheidsrechterlijke beslissing |

### Gewichtheffen
| Olympiër                | Discipline | Resultaat | Prestatie                                                    |
| ----------------------- | ---------- | --------- | ------------------------------------------------------------ |
| Mahendran Kannan        | -52kg (m)  | 10e       | trekken: 6de met 100kg stoten: 13de met 115kg totaal: 215kg  |
| Manikyalu Malla Venkata | -52kg (m)  | DNF       | trekken: geen geldige poging                                 |
| Deven Govindasami       | -56kg (m)  | 10e       | trekken: 8ste met 105kg stoten: 11de met 130kg totaal: 235kg |
| Kamalakanta Santra      | -56kg (m)  | 15e       | trekken: 17de met 95kg stoten: 15de met 130kg totaal: 225kg  |

### Hockey
| Olympiër | Discipline | Resultaat | Prestatie |
| --- | ---------- | --------- | --- |
| Romeo James Manohar Topno Vineet Kumar Sharma Somaya Muttana Maneypandey Joaquim Carvalho Rajinder Singh Charanjit Kumar Merwyn Fernandis Hardeep Singh Mohammad Shahid Zafar Iqbal Neel Kamal Singh Iqbaljit Singh Grewal Ravinder Pal Singh Marcellus Gomes Jalal-ud-Din Syed Rizvi | mannen     | 5e        | groep A: 3de W van Verenigde Staten: 5-1 W van Maleisië: 3-1 W van Spanje: 4-3 V van Australië: 2-4 G van Bondsrepubliek Duitsland: 0-0 5-8ste plek: W van Nieuw-Zeeland: 1-0 5-6de plek: W van Nederland: 5-2 |

| Groep A |                          |             |             |             |             |            |            |            |        |
| #       | Land                     | Wedstrijden | Wedstrijden | Wedstrijden | Wedstrijden | Doelpunten | Doelpunten | Doelpunten | Punten |
| #       | Land                     | G           | W           | G           | V           | V          | T          | Saldo      | Punten |
| 1       | Australië                | 5           | 5           | 0           | 0           | 17         | 4          | +13        | 10     |
| 2       | Bondsrepubliek Duitsland | 5           | 3           | 1           | 1           | 12         | 4          | +8         | 7      |
| 3       | India                    | 5           | 3           | 1           | 1           | 14         | 9          | +5         | 7      |
| 4       | Spanje                   | 5           | 2           | 0           | 3           | 11         | 12         | -1         | 4      |
| 5       | Maleisië                 | 5           | 1           | 0           | 4           | 6          | 17         | -11        | 2      |
| 6       | Verenigde Staten         | 5           | 0           | 0           | 5           | 4          | 18         | -14        | 0      |

| Ronde       | Datum       | Plaats                   | Land | Score            | Land |
| ----------- | ----------- | ------------------------ | ---- | ---------------- | ---- |
| Groepsfase  |             |                          |      |                  |      |
| 29 juli     | Los Angeles | India                    | 5-1  | Verenigde Staten |      |
| 31 juli     | Los Angeles | India                    | 3-1  | Maleisië         |      |
| 2 augustus  | Los Angeles | Spanje                   | 3-4  | India            |      |
| 4 augustus  | Los Angeles | Australië                | 4-2  | India            |      |
| 6 augustus  | Los Angeles | Bondsrepubliek Duitsland | 0-0  | India            |      |
| 5-8ste plek |             |                          |      |                  |      |
| 9 augustus  | Los Angeles | India                    | 1-0  | Nieuw-Zeeland    |      |
| 5-6de plek  |             |                          |      |                  |      |
| 11 augustus | Los Angeles | Nederland                | 2-5  | India            |      |

### Schietsport
| Olympiër                | Discipline                 | Resultaat | Prestatie                        |
| ----------------------- | -------------------------- | --------- | -------------------------------- |
| Bhagirath Samai         | 10m luchtgeweer (m)        | 39e       | 562 punten: (93-95-93-94-95-92)  |
| Bhagirath Samai         | 50m geweer liggend (m)     | 45e       | 583 punten: (97-95-96-100-97-98) |
| Baljit Singh Kharab     | 50m pistool (m)            | 31e       | 539 punten: (87-93-90-86-92-91)  |
| Rajinder Kumar Vij      | 25m snelvuurpistool (m)    | 32e       | 578 punten: (288-290)            |
| Mohinder Lal            | 25m snelvuurpistool (m)    | 33e       | 577 punten: (291-286)            |
|                         |                            |           |                                  |
| Soma Dutta              | 10m luchtgeweer (v)        | 22e       | 376 punten: (97-96-92-91)        |
| Soma Dutta              | 50m geweer 3 houdingen (v) | 17e       | 562 punten: (193-185-184)        |
|                         |                            |           |                                  |
| Harisimran Singh Sandhu | skeet                      | 64e       | 166 punten                       |
| Mansher Singh           | trap                       | 35e       | 176 punten                       |
| Randhir Singh           | trap                       | 35e       | 176 punten                       |

### Worstelen
| Olympiër               | Discipline  | Resultaat   | Prestatie |
| Vrije stijl            | Vrije stijl | Vrije stijl | Vrije stijl |
| ---------------------- | ----------- | ----------- | --- |
| Sunil Dutt             | -48kg (m)   | 7e          | groep A: 4de V van KOR Son V van SWE Andersson |
| Mahabir Singh          | -52kg (m)   | 6e          | groep B: 3de W van MEX Olvera: 4-0 W van SEN Diaw: 4-0 W van USA Gonzales: 4-0 V van JPN Takada: 0-4 V van YUG Trstena: 0-4 5-6de plek: V van TUR Seyhanli         |
| Rohtas Singh           | -57kg (m)   | 5e          | groep A: 3de W van CMR N'Kondag: 4-0 W van PAN Leslie: 4-0 V van JPN Tomiyama: 0-4 V van PUR Cáceres: 0,5-3,5 5-6de plek: W van YUG Šorov                          |
| Gian Singh             | -62kg (m)   | 9e          | groep B: 5de V van AUS Brown: 1-3 W van GBR Dunbar: 3-1 V van USA Lewis: 0-4                                                                                       |
| Jagmander Balyan Singh | -68kg (m)   | 9e          | groep B: 5de W van ESA Manzur: 4-0 V van KOR You: 0-4 W van FRA Brulon: 3-1 V van TUR Seker: 0-4                                                                   |
| Rajinder Singh         | -74kg (m)   | 4e          | groep B: 2de W van JPN Higuchi: 3-1 W van SYR Zayar: 3-1 W van NGR Olawale: 3-1 V van FRG Knosp: 0-4 W van CAN Mongeon: 3,5-0 bronzen finale: V van YUG Sjedi: 1-3 |
| Jai Prakash            | -90kg (m)   | 11e         | groep B: 6de W van IRQ Rahman: 3-1 V van ITA Azzola: 0-4 |
| Kartar Singh           | -90kg (m)   | 7e          | groep A: 4de W van SWE Gustavsson: 4-0 V van SYR Atiyeh: 0-4 V van ROU Puşcaşu: 0-4                                                                                |

### Zeilen
| Olympiër                       | Discipline | Resultaat | Prestatie                           |
| ------------------------------ | ---------- | --------- | ----------------------------------- |
| Farokh Tarapore Dhruv Bhandari | 470        | 17e       | 129 punten: (15-20-12-18-11-DNF-17) |

Algerije · Amerikaanse Maagdeneilanden · Andorra · Antigua en Barbuda · Argentinië · Australië · Bahama’s · Bahrein · Bangladesh · Barbados · België · Belize · Benin · Bermuda · Bhutan · Birma · Bolivia · Bondsrepubliek Duitsland · Botswana · Brazilië · Britse Maagdeneilanden · Canada · Centraal-Afrikaanse Republiek · Chili · China · Chinees Taipei · Colombia · Congo-Brazzaville · Costa Rica · Cyprus · Denemarken · Djibouti · Dominicaanse Republiek · Ecuador · Egypte · El Salvador · Equatoriaal-Guinea · Fiji · Filipijnen · Finland · Frankrijk · Gabon · Gambia · Ghana · Grenada · Griekenland · Groot-Brittannië · Guatemala · Guinee · Guyana · Haïti · Honduras · Hongkong · Ierland · IJsland · India · Indonesië · Irak · Israël · Italië · Ivoorkust · Jamaica · Japan · Joegoslavië · Jordanië · Kaaimaneilanden · Kameroen · Kenia · Koeweit · Lesotho · Libanon · Liberia · Liechtenstein · Luxemburg · Madagaskar · Malawi · Maleisië · Mali · Malta · Marokko · Mauritanië · Mauritius · Mexico · Monaco · Mozambique · Nederland · Nederlandse Antillen · Nepal · Nicaragua · Nieuw-Zeeland · Niger · Nigeria · Noord-Jemen · Noorwegen · Oeganda · Oman · Oostenrijk · Pakistan · Panama · Papoea-Nieuw-Guinea · Paraguay · Peru · Portugal · Puerto Rico · Qatar · Roemenië · Rwanda · Salomonseilanden · Samoa · San Marino · Saoedi-Arabië · Senegal · Seychellen · Sierra Leone · Singapore · Soedan · Somalië · Spanje · Sri Lanka · Suriname · Swaziland · Syrië · Tanzania · Thailand · Togo · Tonga · Trinidad en Tobago · Tsjaad · Tunesië · Turkije · Uruguay · Venezuela · Verenigde Arabische Emiraten · Verenigde Staten · Zaïre · Zambia · Zimbabwe · Zuid-Korea · Zweden · Zwitserland